# アウグスティナス・ヴォルデマラス

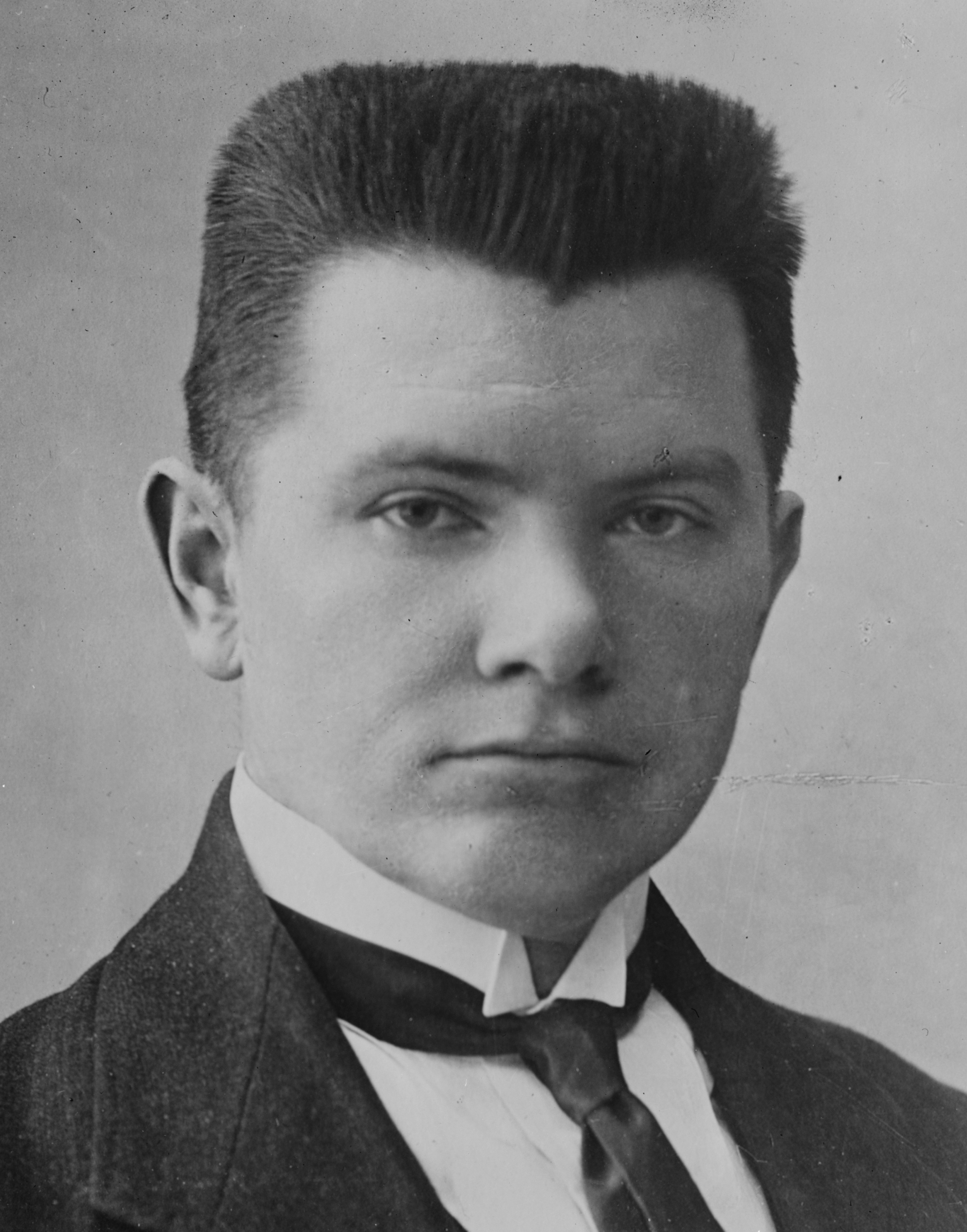
アウグスティナス・ヴォルデマラス

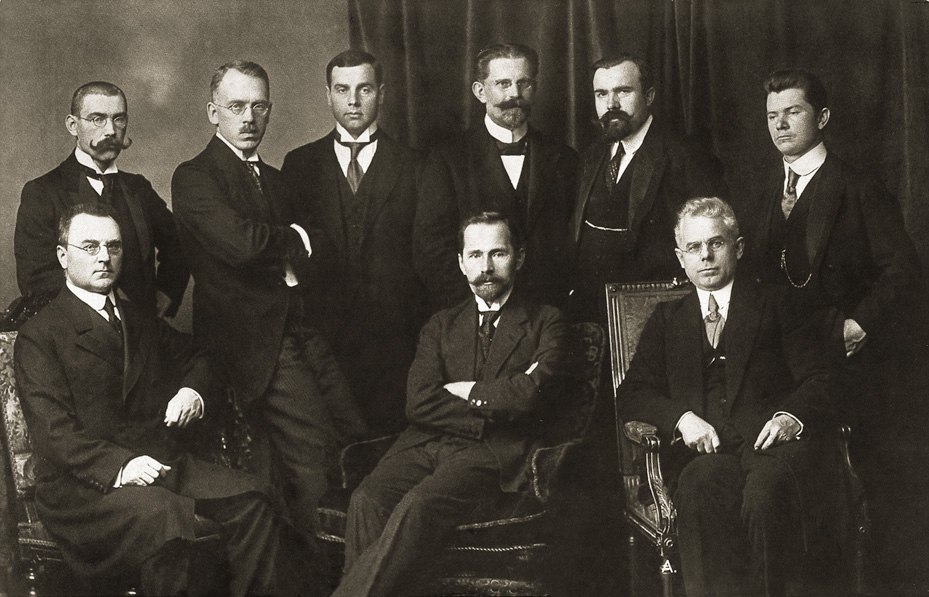
アウグスティナス・ヴォルデマラス（右端）、1918年撮影。

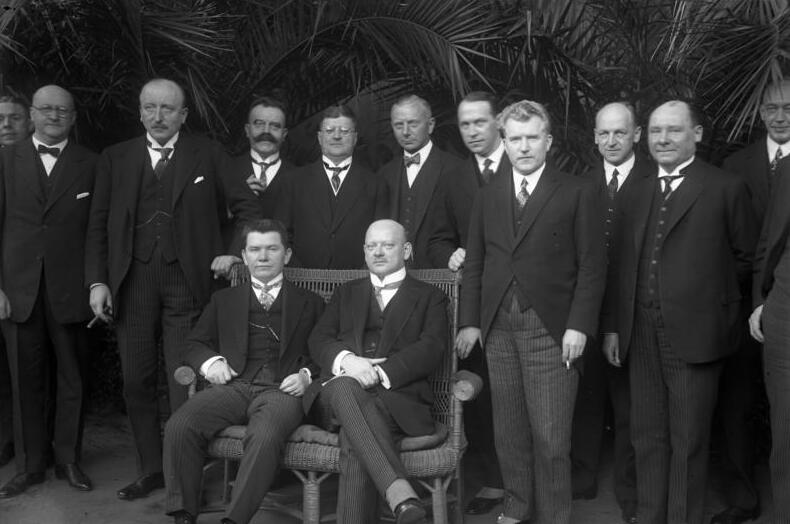
ドイツ外相グスタフ・シュトレーゼマン（右）とアウグスティナス・ヴォルデマラス（左）、1929年撮影。

アウグスティナス・ヴォルデマラス（Augustinas Voldemaras、1883年4月16日 - 1942年5月16日）はリトアニアの政治家、ナショナリスト。1918年および1926年から1929年までリトアニアの首相を務めた。哲学の教授でもあり、また16か国語に通じていた。

## 経歴
1910年、サンクトペテルブルク大学にて歴史学、哲学の修士号を取得。その論文は優れており、賞も受賞している。奨学金によりその後の進学も可能となり、最終的に博士号も取得している。学生時代ヴォルデマラスはリトアニアに広まっていた民族運動の影響を受けた。当時のリトアニアはロシア帝国領であったが、リトアニア内外でリトアニアの自治獲得、独立を目指す諸団体が結成され、ヴォルデマラスもサンクトペテルブルクの学生団体に所属、さらに1917年9月にはキエフで非自治民族会議の代表に選出された。
1926年、カジース・グリニュス大統領の政策に反対する軍の一部がクーデターを起こした。彼らはヴォルデマラスやアンタナス・スメトナに支援を求め、両者ともそれを了承。12月17日にクーデターを起こしグリニュス政権を打倒、スメトナが大統領に就き、ヴォルデマラスが首相となった。リトアニア内外の世論に答えるため、グリニュスはヴォルデマラスが憲法を遵守することを条件にヴォルデマラスを首相に「任命」することを了承した。ヴォルデマラスは憲法遵守を約束したものの、その後独裁政治へと傾いていった。
しばらくすると政党間の不一致や敵意が高まっていった。ヴォルデマラスは鉄の狼（リトアニア語: Geležinis vilkas）の呼ばれる団体を率いており、その名誉会長はスメトナ大統領であった。ヴォルデマラスとスメトナは同じイデオロギーを共有し、ともに親密に働いているように見えたが、その関係もすぐに壊れた。関係悪化の原因の一つとしてヴォルデマラスが鉄の狼に携わっていたことがあげられる。鉄の狼に関わっていたことで、ヴォルデマラスはファシズムに感化され、スメトナの穏健路線に不満を抱いていた青少年たちの支持を集めていた。
ヴォルデマラスはその後不人気となり、1929年にはカウナスで暗殺されかけた。その後彼が国際連盟の会合に参加するためリトアニアを離れているあいだにスメトナ大統領により首相職を解任された。ヴォルデマラスの失職に伴い鉄の狼の活動も禁じられ、鉄の狼はドイツの支援のもと地下活動を継続した。
鉄の狼は1934年にクーデターを計画、ヴォルデマラスも権力掌握を狙った。しかしクーデターは失敗に終わり、ヴォルデマラスはスメトナ政権により逮捕、その後4年間にわたって監禁された。監禁中、彼はイエス・キリストの人生に関する本を書いたが、その保守性によりリトアニアでは発禁処分となった。
1938年、ヴォルデマラスは恩赦を受け釈放、亡命した。1939年に帰国を試みたが逮捕され再度追放先のザラサイと送られた。彼は何度も帰国を試みたものの、その度にザラサイへと送り返された。1940年6月、ソヴィエト連邦がリトアニアに侵攻、占領すると、ヴォルデマラスは再度帰国を試みたが、国境でボリシェヴィキ当局に逮捕され、その後音信不通となった。彼は1942年5月16日にモスクワで死亡していたことが後に判明している。
なお、ヴォルデマラスは、1929年に当時3歳であったヴァルダス・アダムクスの代父となっている。アダムクスは後に大統領となる人物である。